# Hofanlage Bürsteler Straße 35
Die Hofanlage Bürsteler Straße 35 in Ganderkesee-Bürstel wurde 1838 gebaut.

Die Gebäude stehen unter Denkmalschutz (siehe auch Liste der Baudenkmale in Ganderkesee).

## Beschreibung

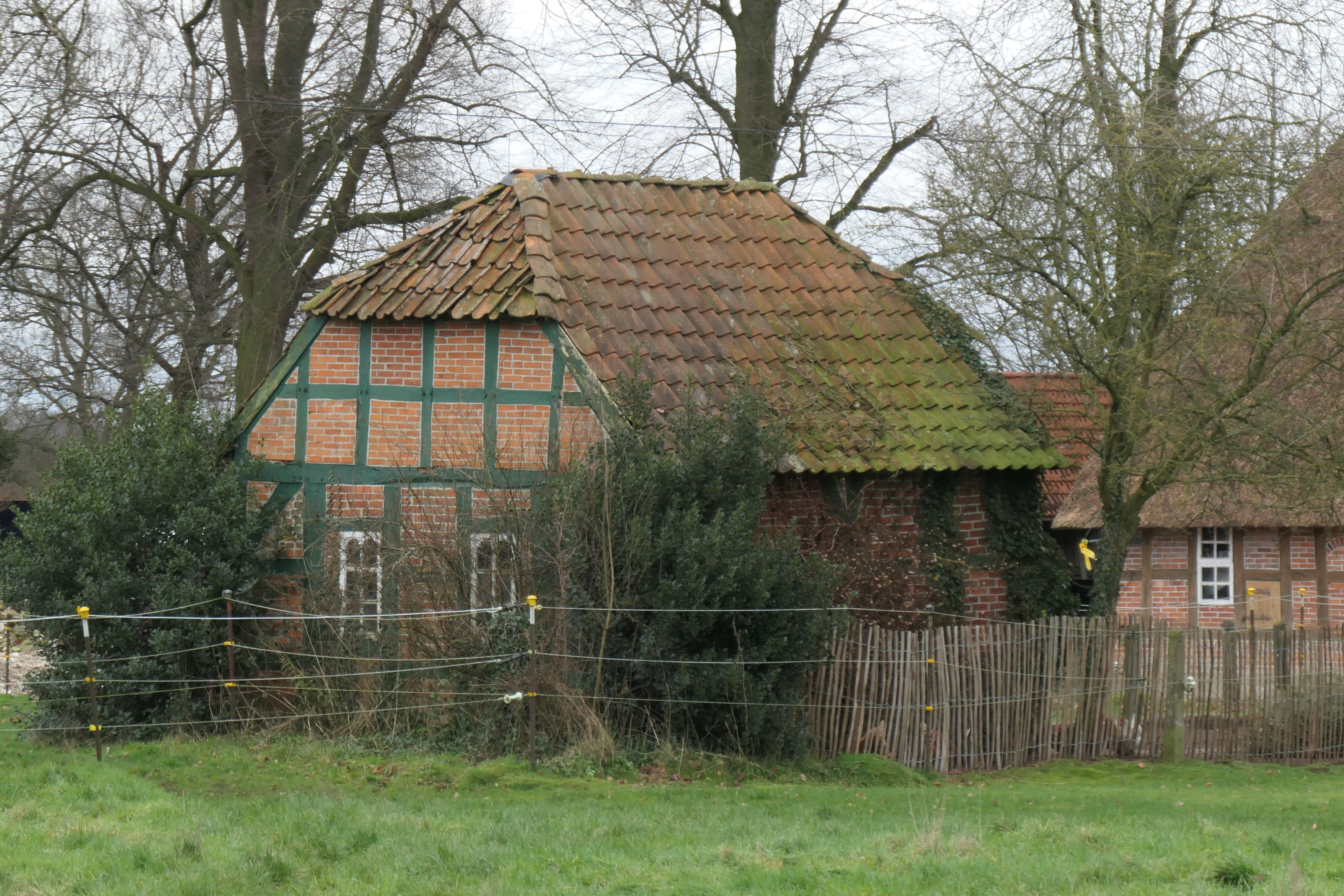
Backhaus

Die Hofanlage auf großem Gartengrundstück besteht aus:
- dem eingeschossigen giebelständigen Zweiständerhallenhaus von 1838 in Fachwerk mit Steinausfachungen und reetgedecktem Krüppelwalmdach sowie mit einem verklinkerten traufständigen Stallanbau mit Satteldach von wohl  um 1900 in Höhe des Wirtschaftsgiebels,
- der südöstlichen Fachwerkscheune von 1877 mit Steinausfachungen, Krüppelwalmdach und seitlicher Längsdurchfahrt,
- dem nördlichen Backhaus von wohl der Mitte des 19. Jahrhunderts als kleiner Fachwerkbau mit Steinausfachungen   und mit  Krüppelwalmdach sowie
- mehreren modernen Stallgebäuden.

Erreicht wird das Anwesen durch eine Allee von Norden (Holtstreek) mit einer Reihe markanter alter Linden.
Das Niedersächsische Landesamt für Denkmalpflege befand: „...Hofanlage Bürsteler Straße 35 ... geschichtliche und städtebauliche Bedeutung ... “